# Conohypha
Conohypha là một chi nấm thuộc họ Meruliaceae.